# ᵮ
ᵮ, appelé f tilde médian, est une lettre latine utilisée dans l'alphabet phonétique international.

## Utilisation
La lettre ᵮ est utilisée dans l'API pour représenter une fricative non sibilante labiodentaire sourde pharyngée.

## Représentations informatiques
Le f tilde médian peut être représenté avec le caractère Unicode suivant (Extensions phonétiques) :
| formes    | représentations | chaînes de caractères | points de code | descriptions                           |
| --------- | --------------- | --------------------- | -------------- | -------------------------------------- |
| minuscule | ᵮ               | ᵮ                     | U+1D6E         | lettre minuscule latine f tilde médian |

Avant le codage de U+1D6E dans Unicode, le f tilde médian pouvait être composé approximativement avec les caractères suivants (latin de base, diacritiques) :
| formes    | représentations | chaînes de caractères | points de code | descriptions                                       |
| --------- | --------------- | --------------------- | -------------- | -------------------------------------------------- |
| minuscule | f̴               | f◌̴                    | U+0066 U+0334  | lettre minuscule latine f diacritique tilde médian |